# 上信電鉄
上信電鉄株式会社（じょうしんでんてつ）は、群馬県高崎市に本社を置く鉄道会社である。鉄道路線として上信線を有する。鉄道事業のほか、貨物自動車運送事業として群馬県及び埼玉県内の郵便物の輸送なども行う。
かつては、乗合バス事業として高崎市内を中心とする路線バスも運行していたが、2022年4月1日にグループ会社の上信観光バスに乗合バス事業を譲渡した。また、子会社の高崎フェアリーランド株式会社が2003年11月30日まで遊園地「カッパピア」の運営を行っていた。

## 歴史

### 創業
1895年（明治28年）に上野鉄道（こうずけてつどう）として設立され、1897年（明治30年）に開業し、同年中に高崎 - 下仁田間が全通した。現存する日本の私鉄路線のなかでは、南海電気鉄道（阪堺鉄道）・伊予鉄道・西武鉄道（川越鉄道）についで4番目に開業しており、法人として存続する東日本最古の私鉄でもある。古くは高崎の地元資本に加え、三井財閥の資本も設立に関わった。
さらに下仁田から余地峠を越えて佐久鉄道（現：JR東日本小海線）羽黒下駅まで延伸する計画を立て、1921年（大正10年）8月25日に上信電気鉄道へ社名変更した（改称届出は9月7日）。当該区間の工事と路線営業のための免許を取得したが、世界恐慌により頓挫。中込方面へのバス路線を開設しただけで（後に廃止）、鉄道の延伸は実現しなかった。

### 電気事業とその廃止
業績不振に悩む上野鉄道は、1913年（大正2年）に山田昌吉を監査役に迎えた。高崎水力電気の取締役でもあった山田はこの事態を打開するため高崎水力電気と合併することを計画し1921年（大正10年）6月に合併の仮契約をむすんだ。ところがその高崎水力電気は東京電灯との合併話が進展しており、東京電灯は経営難の上野鉄道を引き受けることは難色を示していた。そこで山田が事態収拾に奔走した結果、合併契約を解消する代償として「高崎水力電気は所有する室田発電所（群馬郡室田町上室田地区、水力、出力800kW）を9万円で譲渡する」「電化補助費として5万円を贈る」ことによりこの問題を解決させた。そして8月25日の臨時株主総会において高崎水力電気との合併仮契約解除が承認されると共に、電化の計画と軌間の拡張が協議され、資本金を200万に増資し社名を上信電気鉄道に改称し、初代社長に山田が選ばれた。
1923年（大正12年）2月5日に逓信大臣より電気事業の認可を受け、室田発電所は4月1日に引き継がれた。当初富岡に変電所を設置して室田発電所からの送電により運用しようとしていたが、万一の時に不安が残るためその電力を東京電灯に卸売りし、必要な電力は東京電灯より購入する方式に変更し、変電所は福島に設けられた。そして1924年（大正13年）10月1日より電気事業を開始した。この新規事業が好調であったことから、1929年（昭和4年）に北甘楽郡月形村、磐戸村、 青倉村に配電していた南牧電気、1930年（昭和5年）には北甘楽郡尾沢村に配電していた羽沢発電を買収し、北甘楽郡の供給事業へ進出した。そのとき獲得した大仁田（出力35kW）、雨沢（出力34kW）、片瀬（出力10kW）の各水力発電所はいずれも小出力であるため福島変電所から配電することになり、これらの発電所はまもなく閉鎖された。また一般需要分の電力の他に、青倉一帯の石灰岩から石灰を生産する白石工業の工場用電力の要求から、長野電灯より受電するようになった。しかし配電統制令により、好調だった電気事業は1942年（昭和17年）11月25日に関東配電に統合されることになり、重要な財源を失った。

### 戦後
昭和30年代初めには、元首相中曽根康弘の実父である中曽根松五郎が社長を務めた。

### 年表
- 1895年（明治28年）12月27日：上野鉄道[9]設立。
- 1897年（明治30年）5月10日：高崎 - 福島（現：上州福島）間が開業。
- 1897年（明治30年）7月7日：福島 - 南蛇井間が開業。
- 1897年（明治30年）9月10日：南蛇井 - 下仁田間が開業。
- 1921年（大正10年）8月25日 上信電気鉄道へ社名変更（改称届出は9月7日）[7]。
- 1934年（昭和9年）
  - 11月13日：沿線で陸軍特別大演習。昭和天皇乗車のお召し列車が高崎駅から上信電気鉄道に乗り入れ、山名駅との間を往復。機関車はC12、客車は12号御料車が使用された[10]。
  - 11月17日：昭和天皇のお召し列車が高崎駅 - 上州一ノ宮駅間を往復。
- 1940年（昭和15年）：群馬県内の郵便物輸送を受託開始。
- 1964年（昭和39年）5月11日：上信電鉄へ社名変更。

## 鉄道事業

### 路線
設置駅一覧等については以下の項目を参照のこと。
- ■ 上信線：高崎駅 - 下仁田駅（33.7km・駅数21）

路線図

### 運賃・乗車券類
大人普通旅客運賃（小児半額・10円未満切り上げ）。2019年10月1日改定。
| キロ程(km)    | 運賃（円） | キロ程(km) | 運賃（円） |
| ------------- | ---------- | ---------- | ---------- |
| 初乗り1 - 3km | 180        | 18 - 19    | 740        |
| 4             | 210        | 20 - 21    | 810        |
| 5             | 250        | 22 - 23    | 860        |
| 6             | 300        | 24 - 25    | 910        |
| 7             | 360        | 26 - 27    | 960        |
| 8 - 9         | 420        | 28 - 29    | 1010       |
| 10 - 11       | 490        | 30 - 31    | 1050       |
| 12 - 13       | 570        | 32 - 33    | 1090       |
| 14 - 15       | 630        | 34         | 1130       |
| 16 - 17       | 690        |            |            |

- 高崎 - 下仁田間の全線の運賃は1,130円である。
- 運賃支払いには、PASMO・Suicaなどの交通系ICカードは一切使用できない。
- 全線乗り放題のフリーきっぷ（一日乗車券）として「1日全線フリー乗車券」が、高崎・吉井・上州福島・上州富岡・下仁田の各駅と本社鉄道部で発売されている。大人2260円、子供1130円[12]。2012年までは「銀河鉄道999号・1日全線フリー乗車券」の名称で発売されていた。また、10月の「鉄道の日」「群馬県民の日」の前後の期間および年末年始には、通常より安価なフリーきっぷが発売される。

### 鉄道車両
1924年の電化当初は、その工事に使用した電気部品の多くをドイツのシーメンス社から輸入したことから、当時日本国内ではあまり他に例がないドイツ製の電気機関車、また電装品にドイツ製の部品を多用した電車が在籍した。戦後しばらくは前述の電化時に導入した木造車や東武鉄道・日本国有鉄道（国鉄）から譲受した中古の木造車の鋼体化で糊口をしのいだが、1964年には東洋電機製造の電装品を使用した新造のカルダン駆動車である200形を導入した。以降に導入した新造車にはいずれも東洋電機製造製の電装品が一貫して用いられている。1980年以降はモータリゼーションの進行による収益悪化の影響もあり、再び中古車を導入する機会が増えた。この時期導入した100形から、1990年代導入の150形、2005年導入の500形までは一貫して西武鉄道からの購入に限られていたが、2017年に東日本旅客鉄道（JR東日本）から107系を購入し、各種改造を行った上で2019年から700形として運用を開始した。
車両の技術面では、集電装置の部品の一つである摺板にカーボン製品を日本で初めて採用したことは特筆される。
車両の形態面では、6000形以前の自社発注車は、かつてタブレット交換を行っていた名残で運転席が進行方向右側にあるのが特徴である。他に特徴的な装備として、ワンマン化以前に導入した車両については新造・中古を問わず、客室内に車掌スイッチを設けていたことがあげられる。また、電動車（制御電動車）を表す記号は、単独でも走行が可能な車両の形式を「デハ」、走行に必要な機器を2両以上に分散して搭載するユニットを構成する車両の形式を「モハ」として2つを併用する。
車体塗装は戦後木造車が大半を占めていたころは茶色の単色塗りであったが、その後1950年代にはマルーンとクリーム色を用いたもの、1960年代後半にはコーラルレッドを基本にしたものへと変化した。さらに1976年に1000形が登場すると一転して趣味誌などで「ストライプ塗装」と称されるアイボリー地にラインを用いた斬新なものへと変わっていった。
平成に入ると経営状態の悪化から塗装費用削減を目的に、一部の車両は再びコーラルレッドを用いた単色塗りになり、2000年代後半には在籍車両の多くが全面広告でペイントされたカラフルな外観を有した時期もあったが、それらの掲載期限が切れた2016年現在は再び前述の「ストライプ塗装」のものが増えつつある。また2008年10月20日から2012年9月9日まで、松本零士原作『銀河鉄道999』のキャラクター「メーテル」・「鉄郎」をあしらったラッピング電車「銀河鉄道999号」が運行されていた。

#### 現有車両
電車
- 250形
- 500形（元西武新101系）
- 700形（元JR東日本107系）
- 1000形
- 6000形
- 7000形

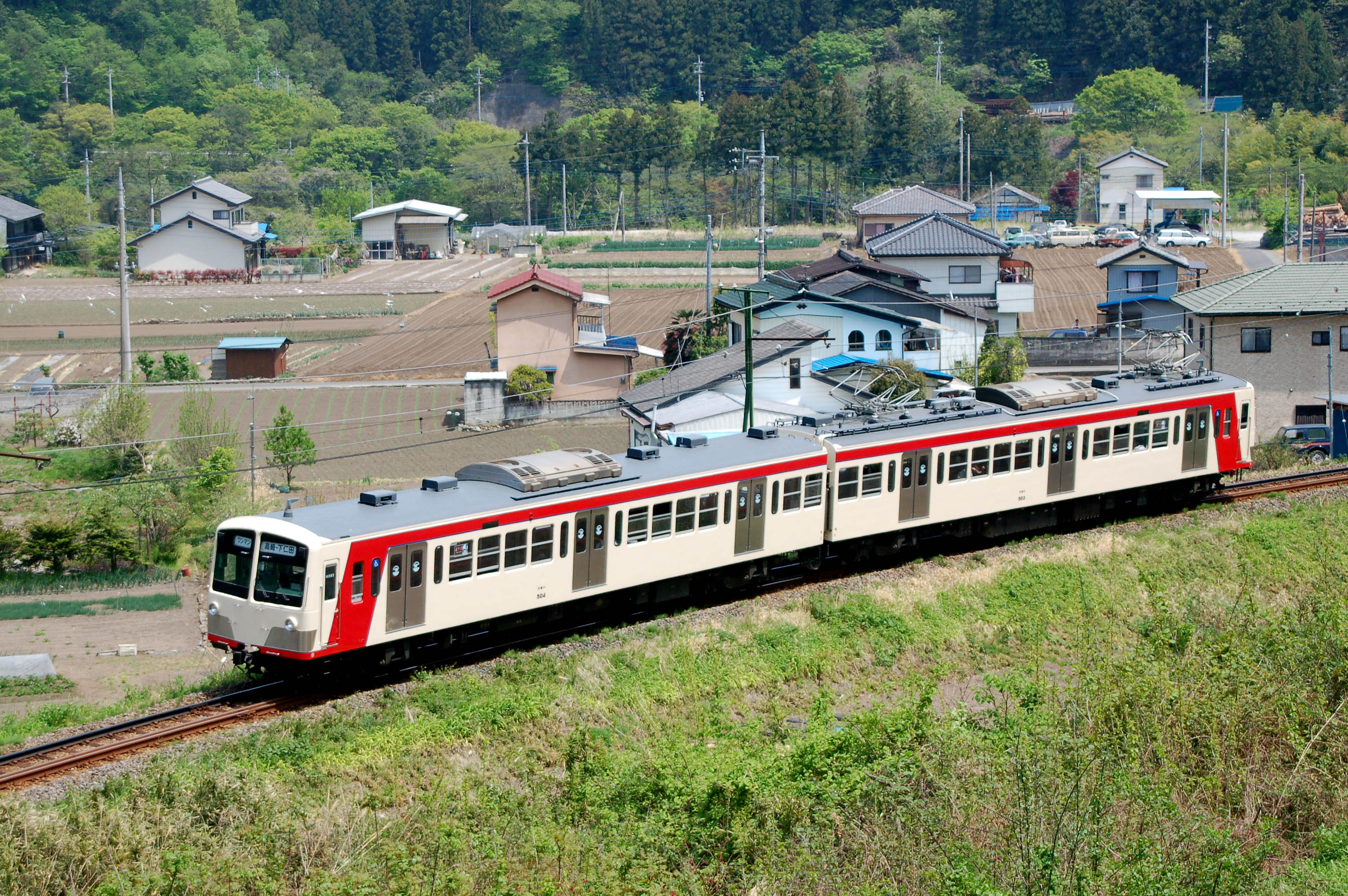
500形電車（赤色）
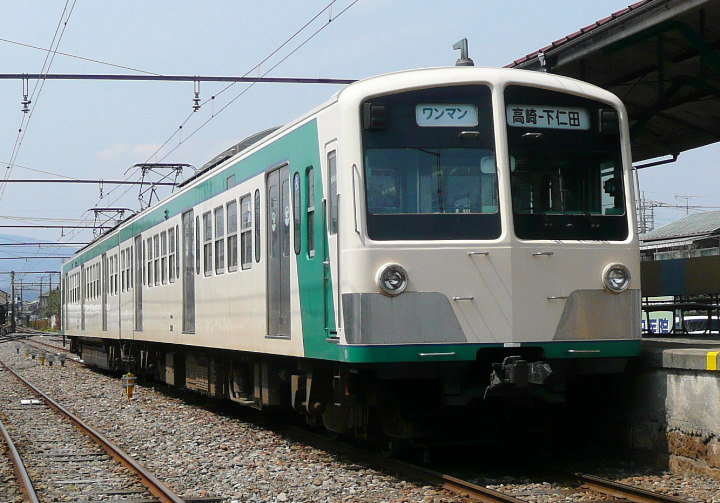
500形電車（緑色）
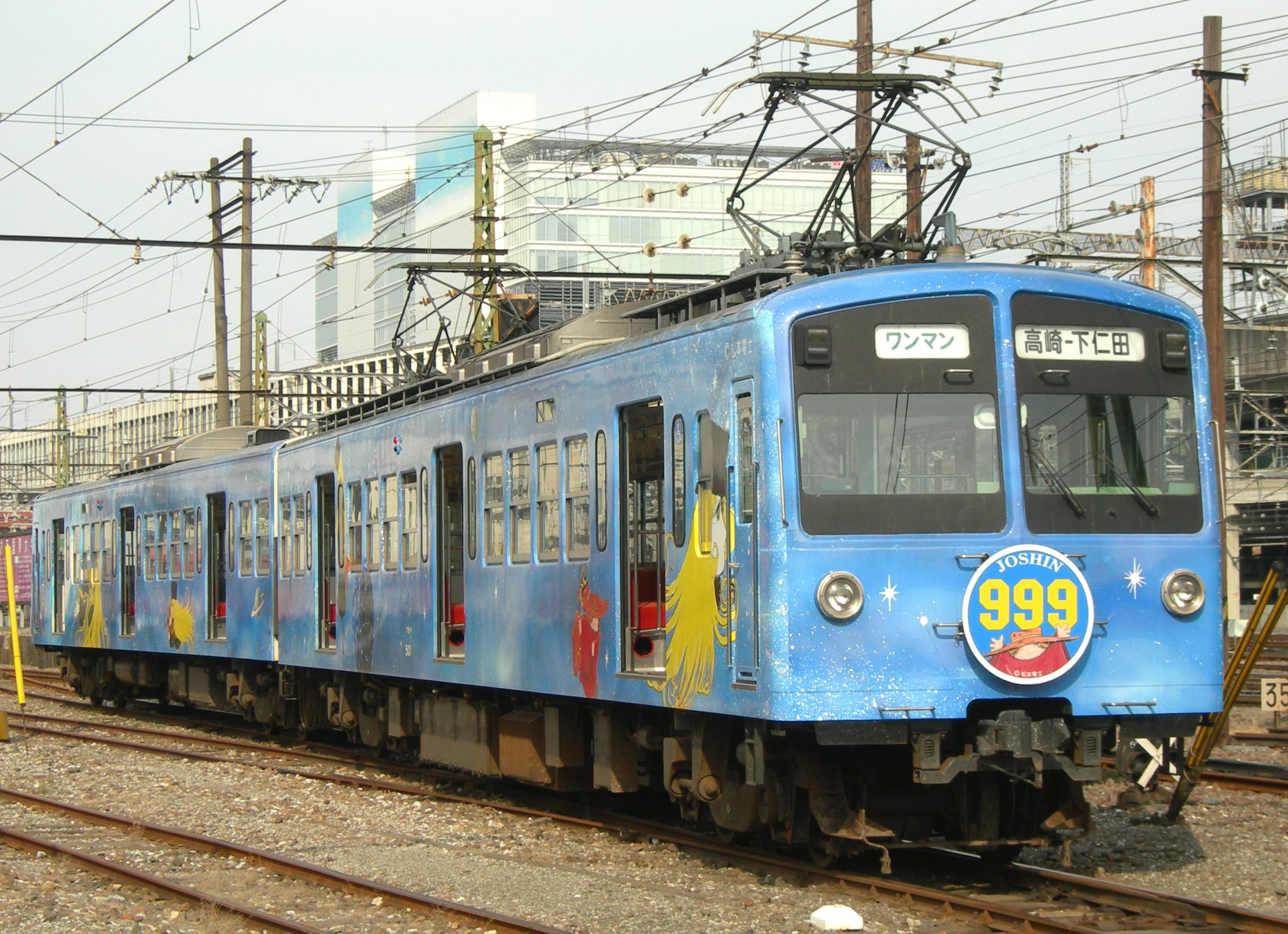
500形電車（銀河鉄道999号）
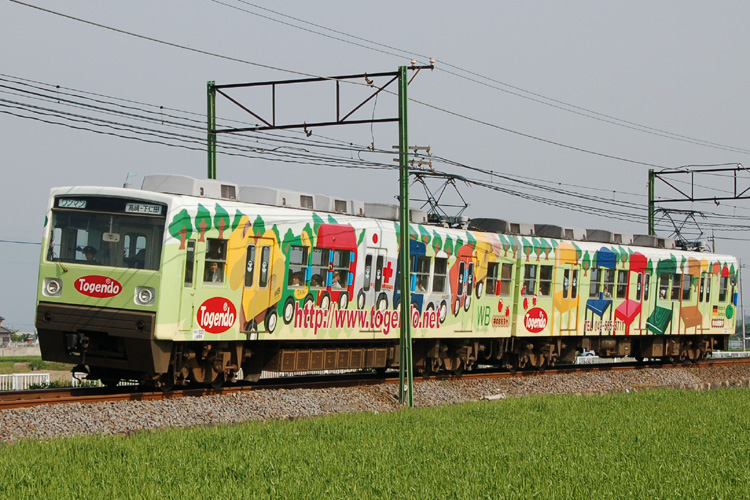
1000形電車
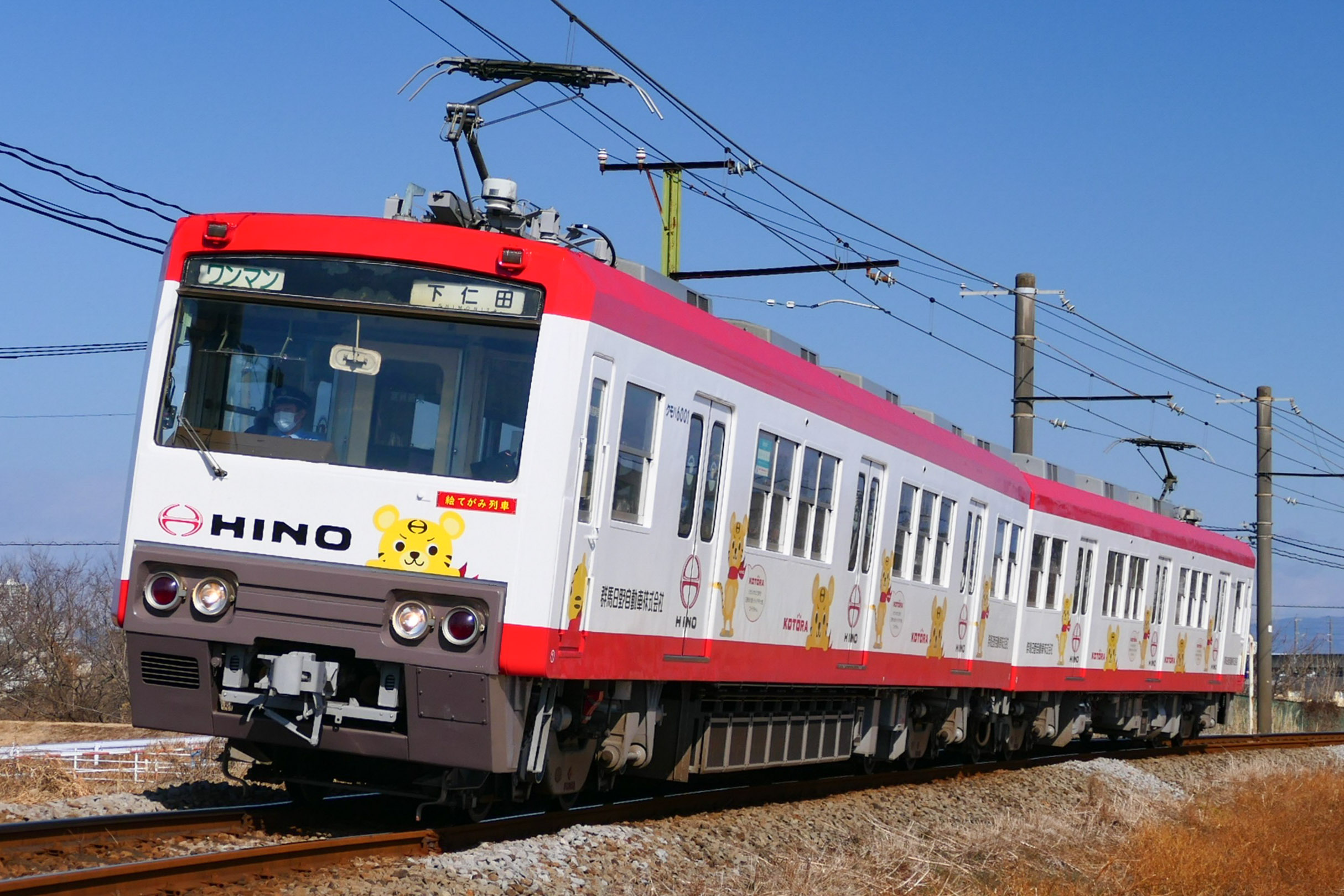
6000形電車
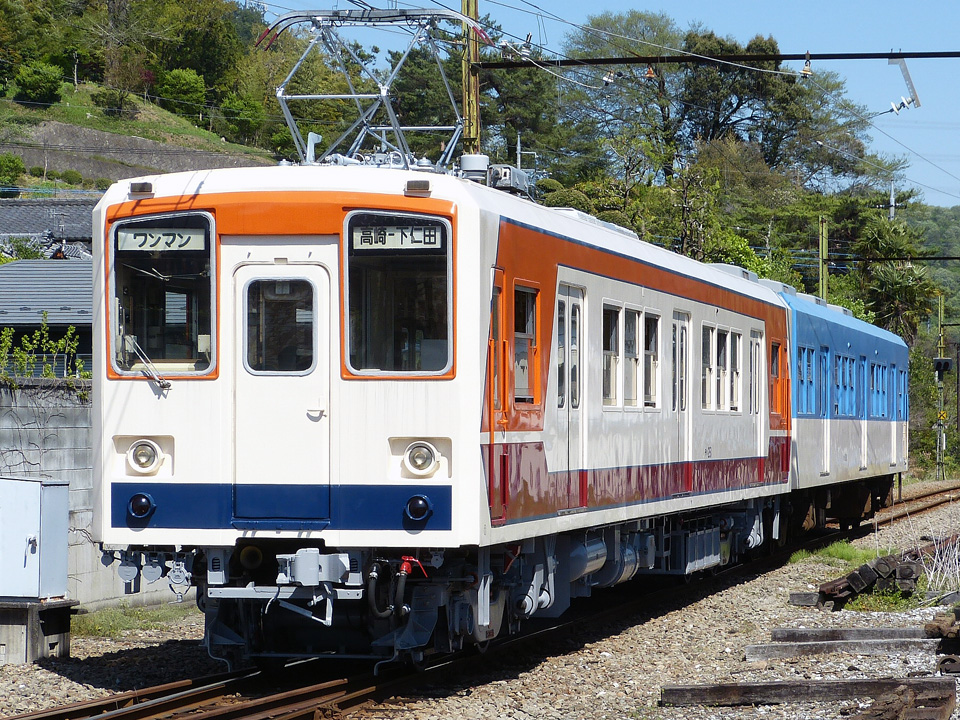
250形電車
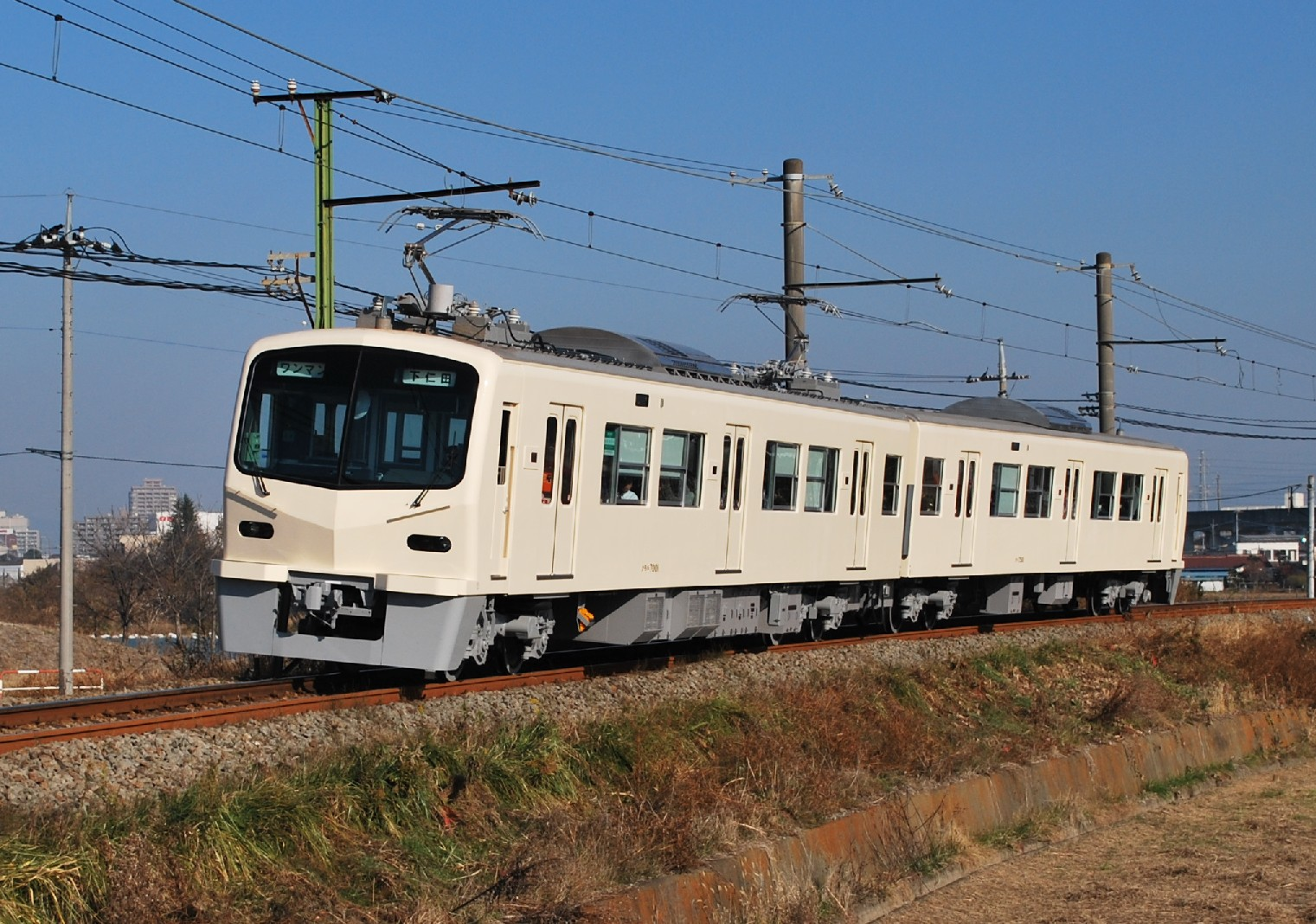
7000形電車
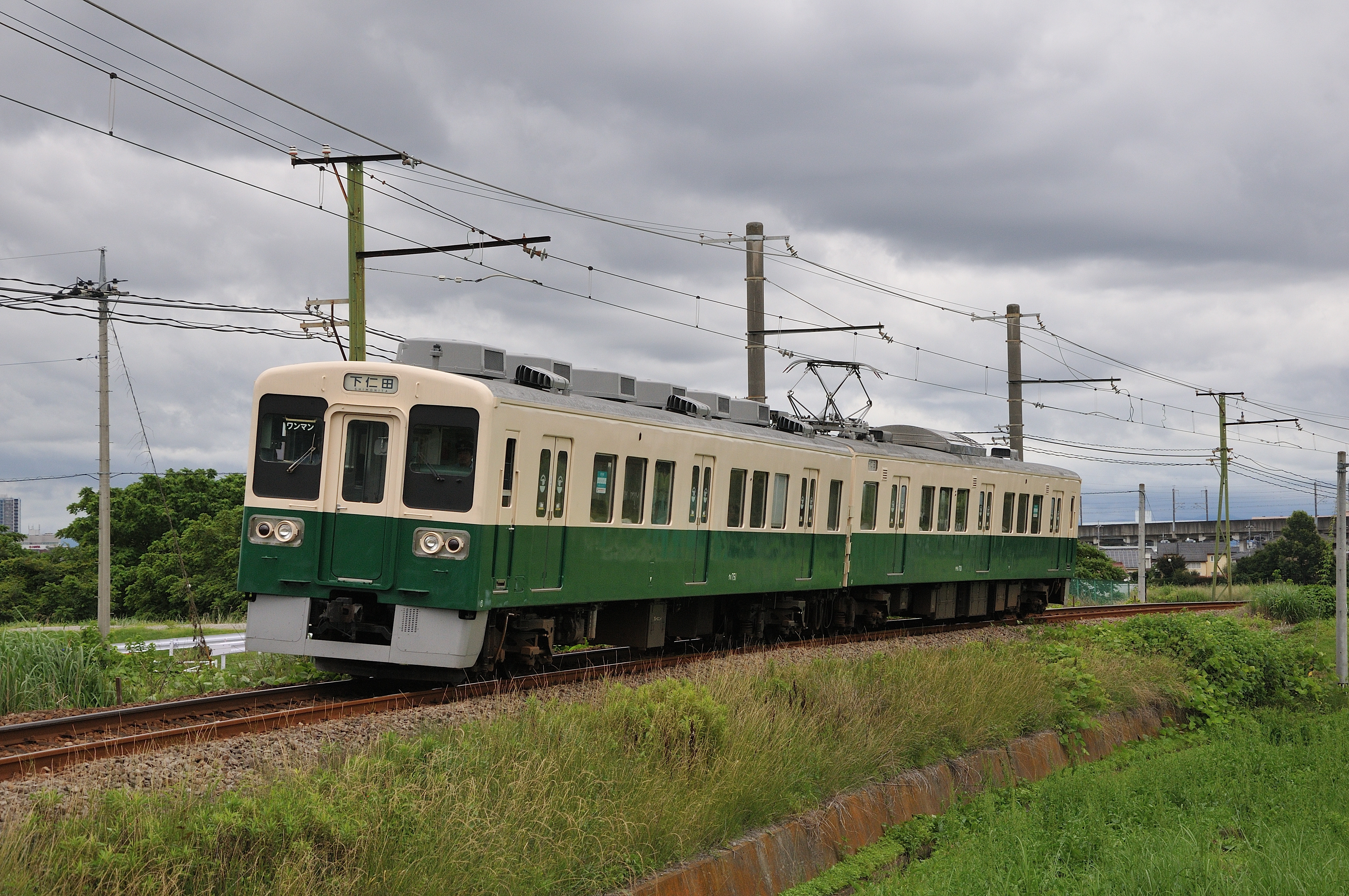
2019年3月から運行を開始した700形電車。
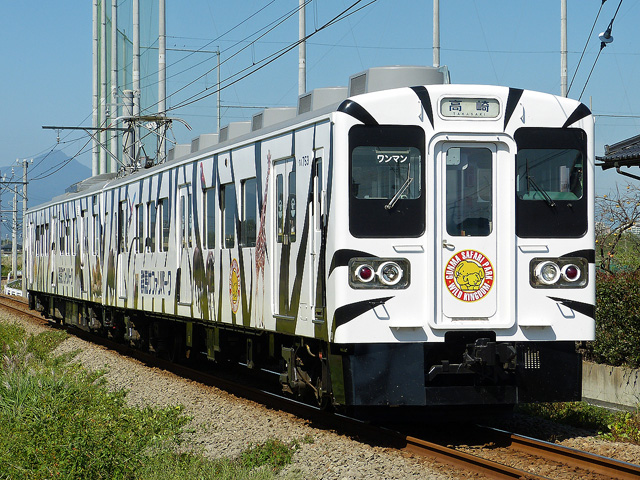
700形電車（「群馬サファリパーク」広告塗装車両）
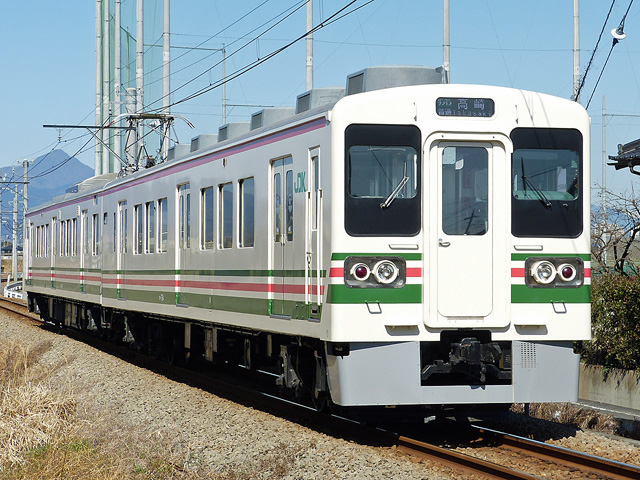
700形電車（JR107系リバイバルカラー）
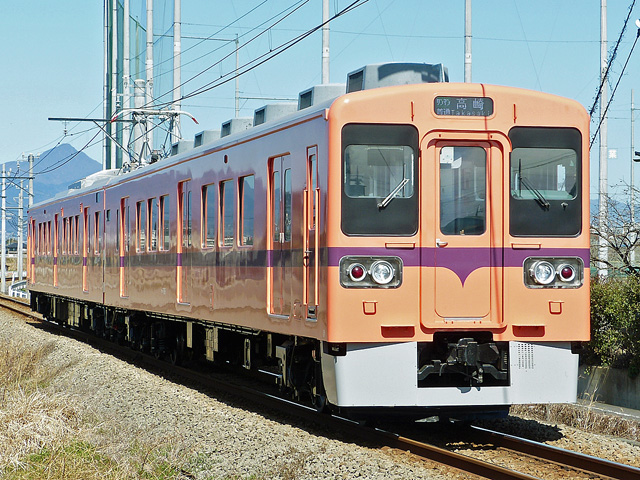
700形電車（旧上信標準色）

電気機関車
- デキ1形
  - 1924年に輸入された3両のうちデキ1とデキ3の車籍が残るものの、2017年にデキ1でブレーカーの故障が発生したため以降は2両とも高崎駅構内で留置。2021年（令和3年）12月、既存の部品が調達できない状況にあるデキ1とデキ3について、観光庁の既存観光拠点の再生・高付加価値化推進事業（交通連携型）約2700万円の交付を受けて動態保存に向けて整備されることが明らかになった。

- ED31形

貨車
- テム1形（国鉄テム300形同形）
- ホキ800形

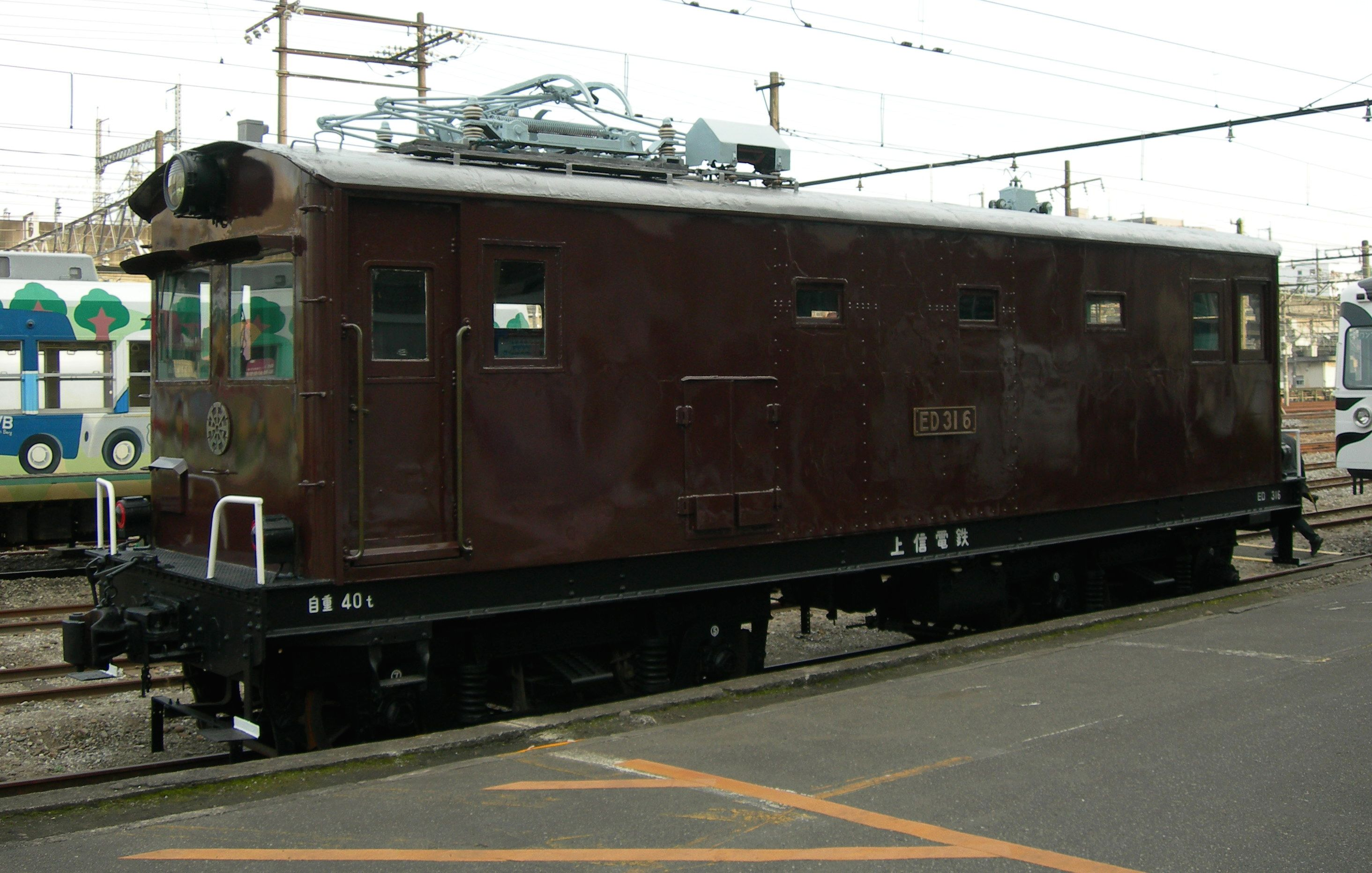
ED31形電気機関車
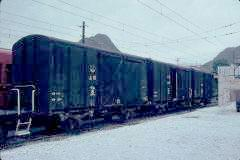
テム8+テム9+テム10（1991年撮影）

#### 過去の車両

##### 改軌・電化後
電車
- デハ1形・サハニ1形・デハニ1形・サハ1形
- サハ10形
  - 太平洋戦争の進行に伴い疎開や兵員輸送によって旅客が急増したことに対応するために、1944年に同年廃線となった篠山鉄道より客車3両（ハ5・ハブ6・ハブ7）を譲受し、翌1945年からそれぞれサハ10・サハ11・サハ12として使用開始した。いずれも全長8m級の木製2軸客車でサハ10は入線当初より車体のみ倉庫として使用されたが、サハ11とサハ12の2両は戦争末期から戦後の混雑期に電車に連結されたり、電気機関車に牽引される形で使用された。いずれも1899 - 1900年製造の古典車であり、後述のデハ10形のうち東武鉄道からの譲受車が竣工した1948年からは使用されなくなり1954年に全廃となった。

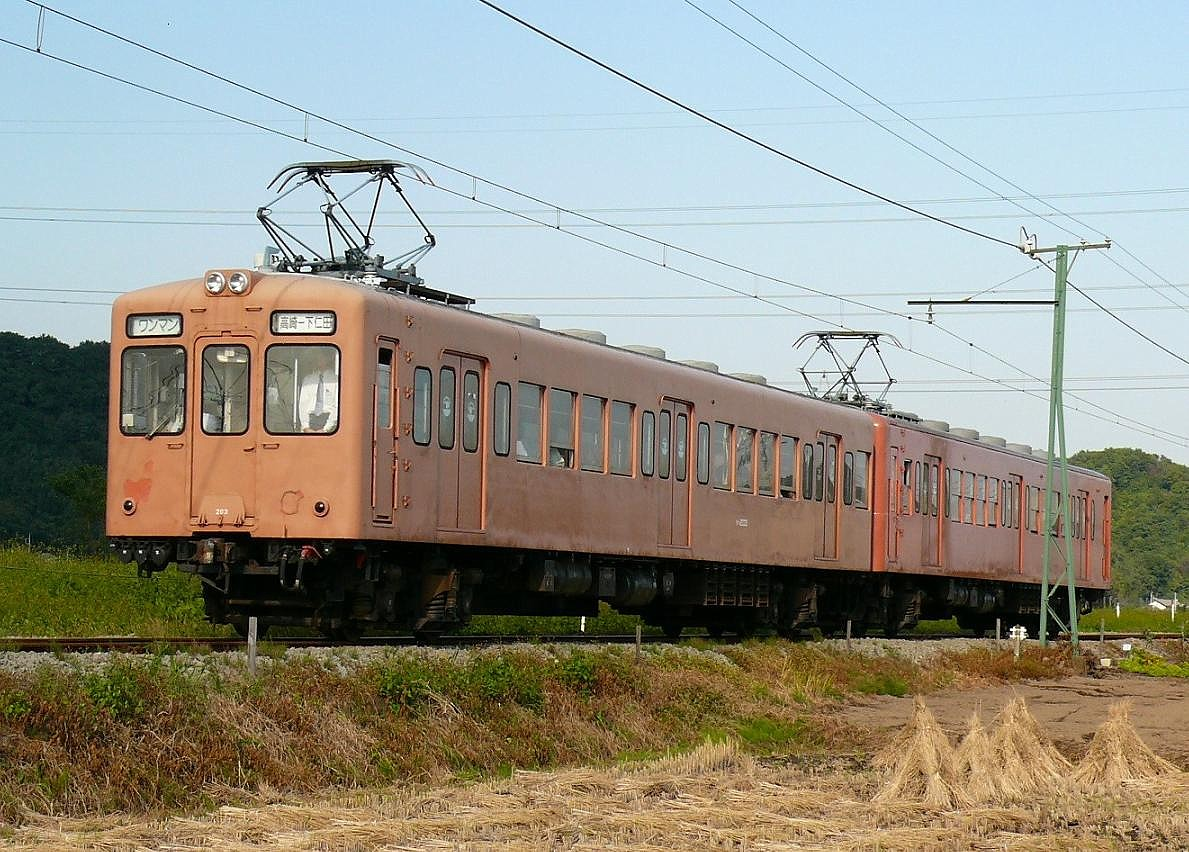
デハ10形・クハ10形
- デハ20形・クハ20形・クハニ20形
- デハニ30形・クハニ10形
- 100形
- 150形　
- 200形

- 200形電車

貨車
- ワフ1形
- ワ1形
- ト1形
- テ1形
- チ1形
- テ20形
- ワ101形
- ワム1形
- ワム200形
- ワム500形
- トム1形
- トム50形

##### 軌間762mm・非電化時代
蒸気機関車
すべてタンク機関車であった。開業時に3両が導入されたことに始まり、最終的には8両が在籍した。
- 1 - 3号機
  - 1896年（明治29年）英国・カー・スチュアート社製。車軸配置はB1。

- 4号機
  - 1895年（明治28年）ドイツ・クラウス社製。車軸配置はB。

- 5号機
  - 1900年（明治33年）アメリカ・ポーター社製。車軸配置はB。サドルタンクの上にそれより大きな木製のキャブ（運転室）を背負った特徴的な外観から「亀の子」と呼ばれて親しまれた。

- 6号機
  - 1900年（明治33年）4号機と同じくクラウス社製。車軸配置はB。

- 7・8号機
  - 1916年（大正5年）大日本軌道鉄工部製。車軸配置はB。

貨車・客車
いずれも詳細は不明であるが、貨車1両あたりの平均積載量は3.4トン、客車1両あたりの平均座席定員は21.6人であった。改軌・電化直前の1920年（大正10年）には貨車が100両、客車が24両在籍した。

#### 車両数の変遷
| 年度       | デハ20形 | デハニ30形 | 100形 | 6000形 | 1000形 | 250形 | 200形 | 150形 | 500形 | 計（冷房車） |
| ---------- | -------- | ---------- | ----- | ------ | ------ | ----- | ----- | ----- | ----- | ------------ |
| 1982 -1990 | 2        | 1          | 6     | 2      | 3      | 2     | 9     |       |       | 25(2)        |
| 1991       | 1        |            | 6     | 2      | 3      | 2     | 9     |       |       | 23(2)        |
| 1992       | 1        |            | 6     | 2      | 3      | 2     | 9     |       |       | 23(2)        |
| 1993       |          |            | 4     | 2      | 3      | 2     | 9     | 2     |       | 22(4)        |
| 1994       |          |            | 4     | 2      | 3      | 2     | 9     | 2     |       | 22(4)        |
| 1995       |          |            | 2     | 2      | 3      | 2     | 9     | 4     |       | 22(6)        |
| 1996       |          |            | 2     | 2      | 3      | 2     | 9     | 4     |       | 22(6)        |
| 1997       |          |            |       | 2      | 3      | 2     | 9     | 6     |       | 22(8)        |
| 1998 -2001 |          |            |       | 2      | 3      | 2     | 9     | 6     |       | 22(10)       |
| 2002       |          |            |       | 2      | 3      | 2     | 9     | 6     |       | 22(12)       |
| 2003       |          |            |       | 2      | 3      | 2     | 9     | 6     |       | 22(14)       |
| 2004       |          |            |       | 2      | 3      | 2     | 9     | 6     |       | 22(14)       |
| 2005       |          |            |       | 2      | 3      | 2     | 7     | 6     | 2     | 22(16)       |
| 2006 -2011 |          |            |       | 2      | 3      | 2     | 5     | 6     | 4     | 22(18)       |

- 1982・83年は1月1日現在、84年以降は4月1日現在
- 『私鉄車両編成表』各年版、ジェー・アール・アール

## バス事業

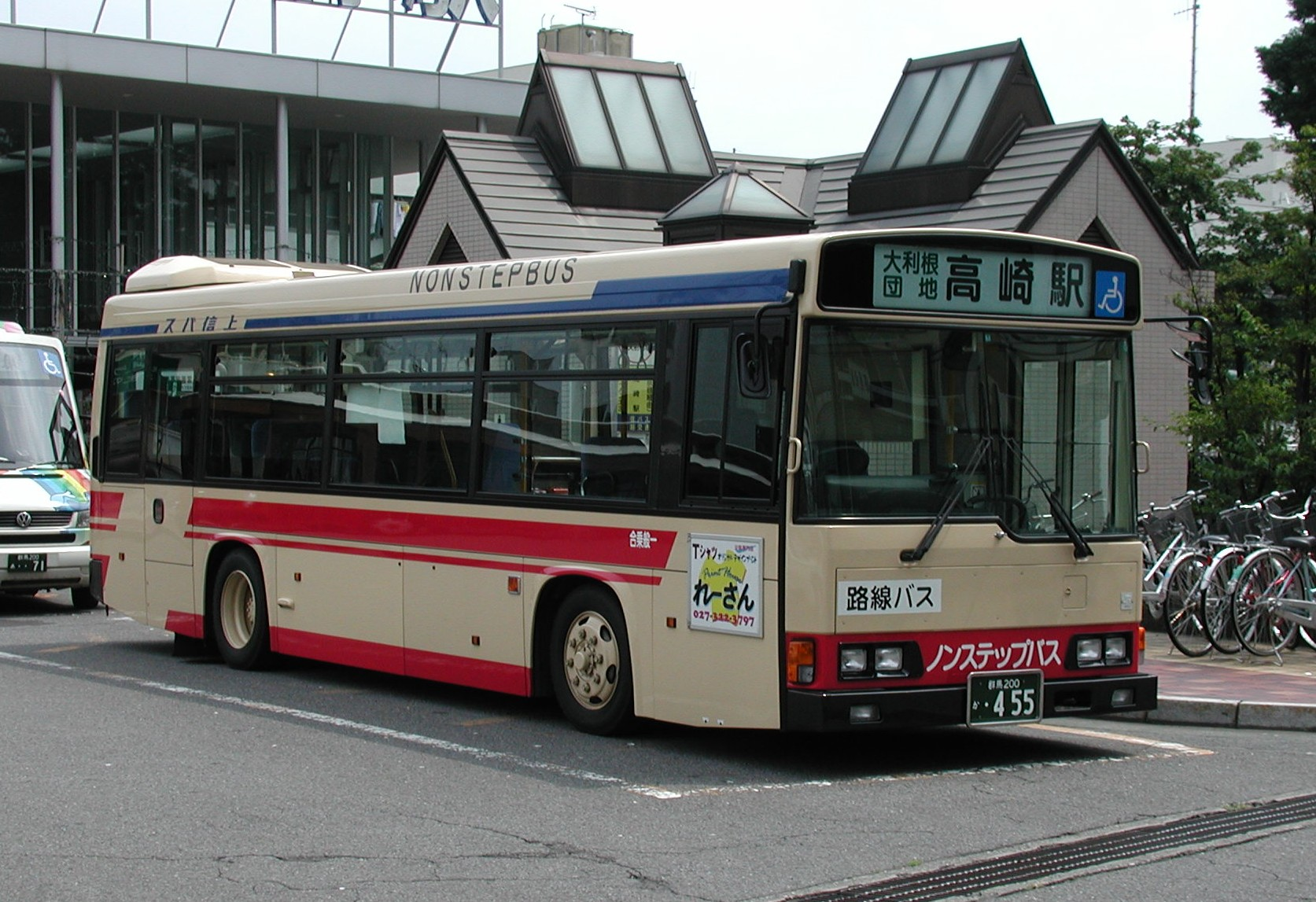
上信バスの乗合バス車両
中型ノンステップバス（日野・レインボーHR）
中央前橋駅前にて

「上信バス」の愛称で直営で乗合バス事業を行っていたが、2022年4月1日にグループ会社の上信観光バスに乗合バス事業を譲渡した。
2007年時点で、乗合バス営業所は高崎営業所のみで、路線数もわずかであるが、かつては前橋・藤岡・万場・富岡・下仁田にも営業所を持ち、甘楽郡・多野郡にも路線網を広げていた。1970年3月までは佐久市に中込営業所を設置し、貸切バス事業を行っていた。廃止された路線の中には、他社に引き継がれて現在も運行されている路線もある。

### 運賃・乗車券類
2002年（平成14年）から、群馬県共通バスカード「ぐんネット」に加盟した。
2022年（令和4年）3月12日、Suicaの機能を持つ地域連携ICカード「nolbé（ノルべ）」を導入した。上信電鉄のほか、群馬中央バス、日本中央バス、日本中央交通、群馬バス、矢島タクシー、永井運輸の群馬県内のバス7社で利用可能なほか、交通系ICカード全国相互利用サービスに対応しSuica・PASMOを導入済みの事業者でも共通で利用可能である。

### バス車両
大株主が日野自動車のディーラーである「群馬日野自動車」のため、一貫して日野自動車製の車両を導入している。また県内他社と異なり、他社からの譲受車を導入していない。
現行の塗色は、1982年のレインボーRJ10台の導入を機に制定されたものであるが、一部を除いて既存車両の塗り替えは行わなかった。
1984年までは全車両が非冷房であったが、1985年以降に導入した車両については1986年導入の3台を除いて冷房車での導入となっている。
1980年代から1990年代にかけては路線網縮小を行っていた時期のため新車導入自体が少なく、1983年以降はマイクロバスのみの導入であった。2002年には20年ぶりの中型車として、ノンステップバスの日野・レインボーHRを導入している。

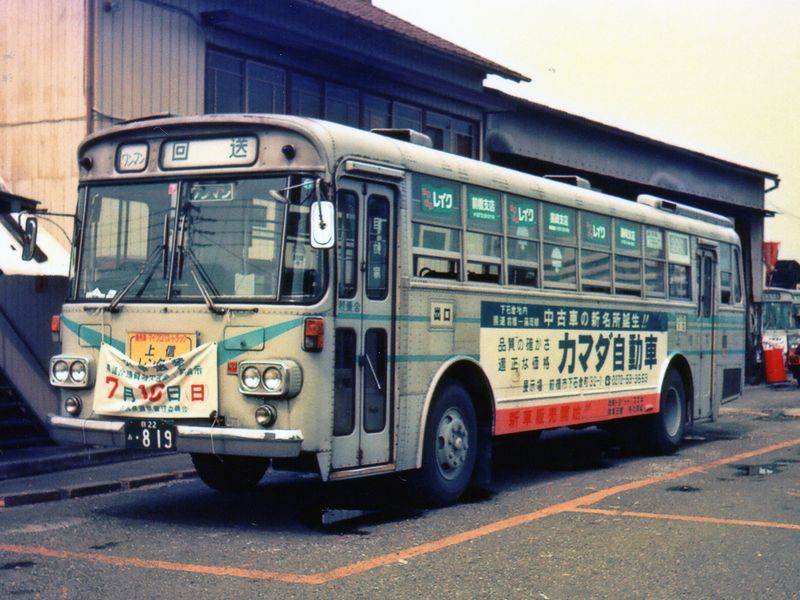
過去の大型車 日野・RE100 高崎営業所所属
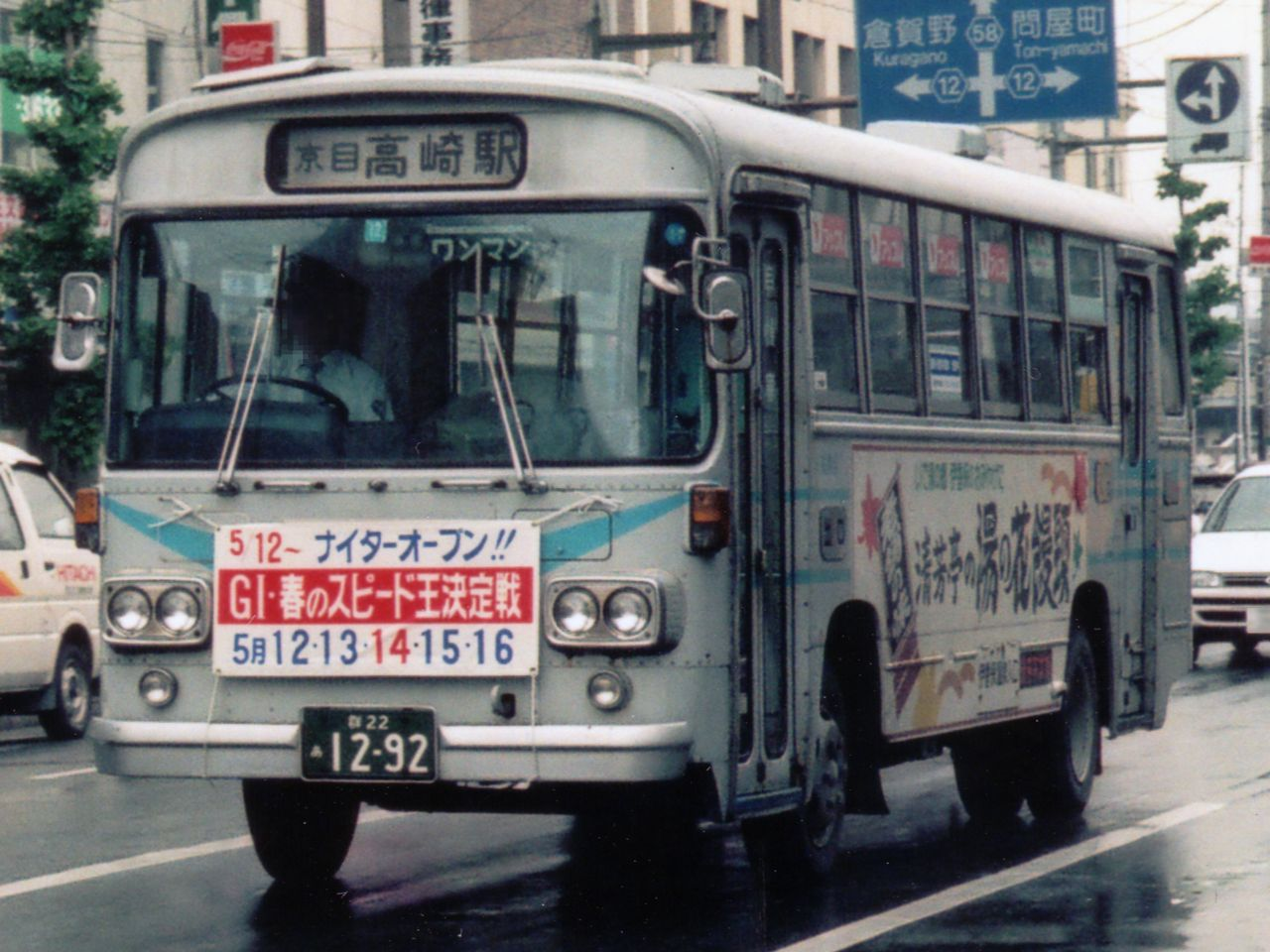
過去の中型車 日野・RL (K-RL321) 前橋営業所所属
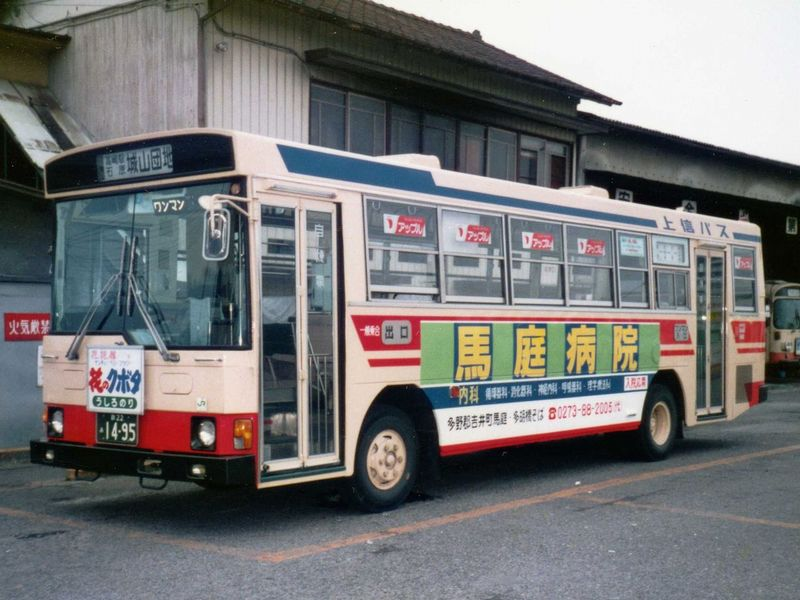
過去の中型車 日野・レインボーRJ (K-RJ172AA) 高崎営業所所属
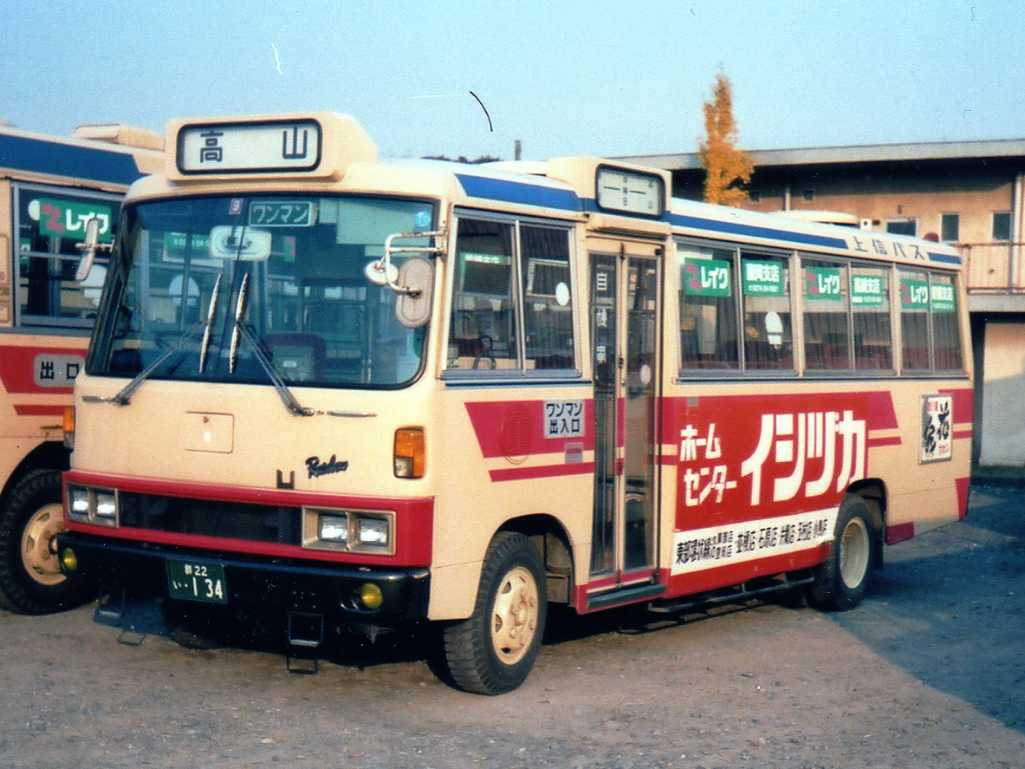
過去の小型車 日野・レインボーAC (P-AC140AA) 藤岡営業所所属
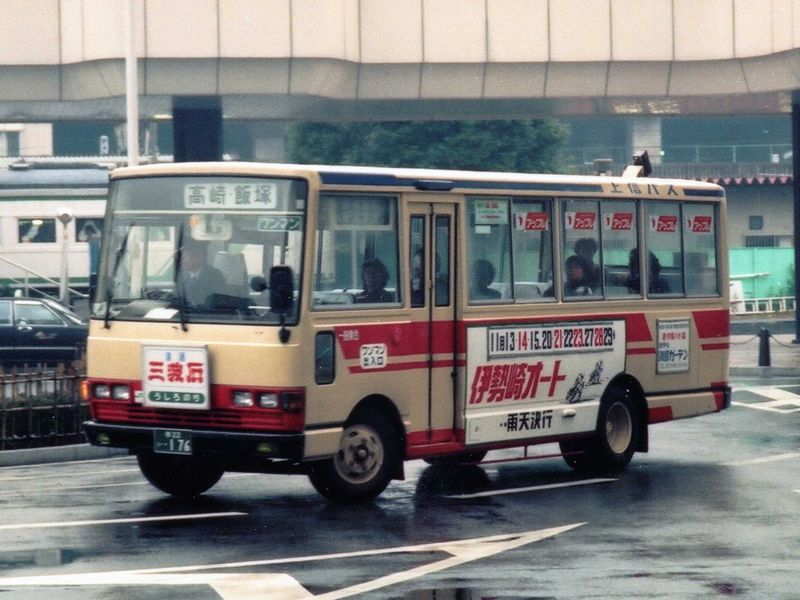
過去のマイクロバス 日野・レインボーRB (P-RB115AA) 藤岡営業所所属 1986年導入車。マイクロバスだが非冷房車である。
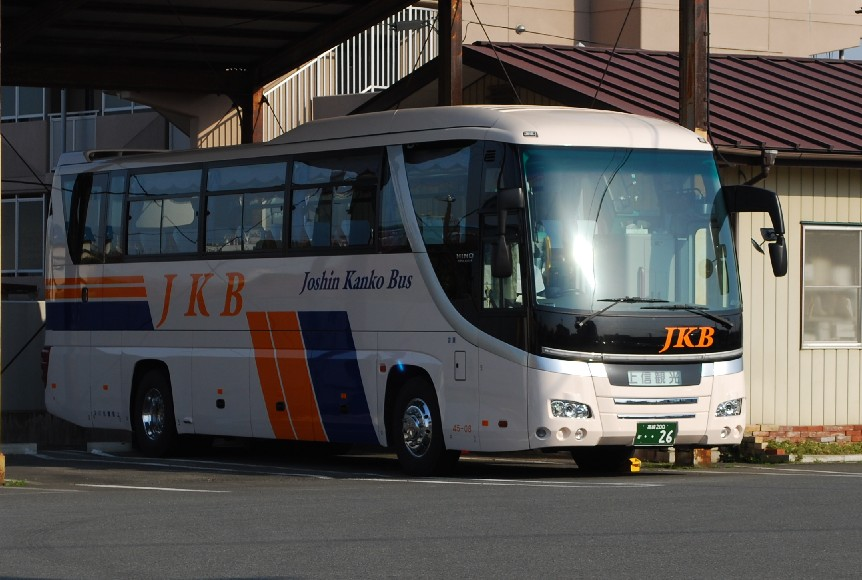
上信観光バスの車両 日野・セレガ（2代目） 新塗装車
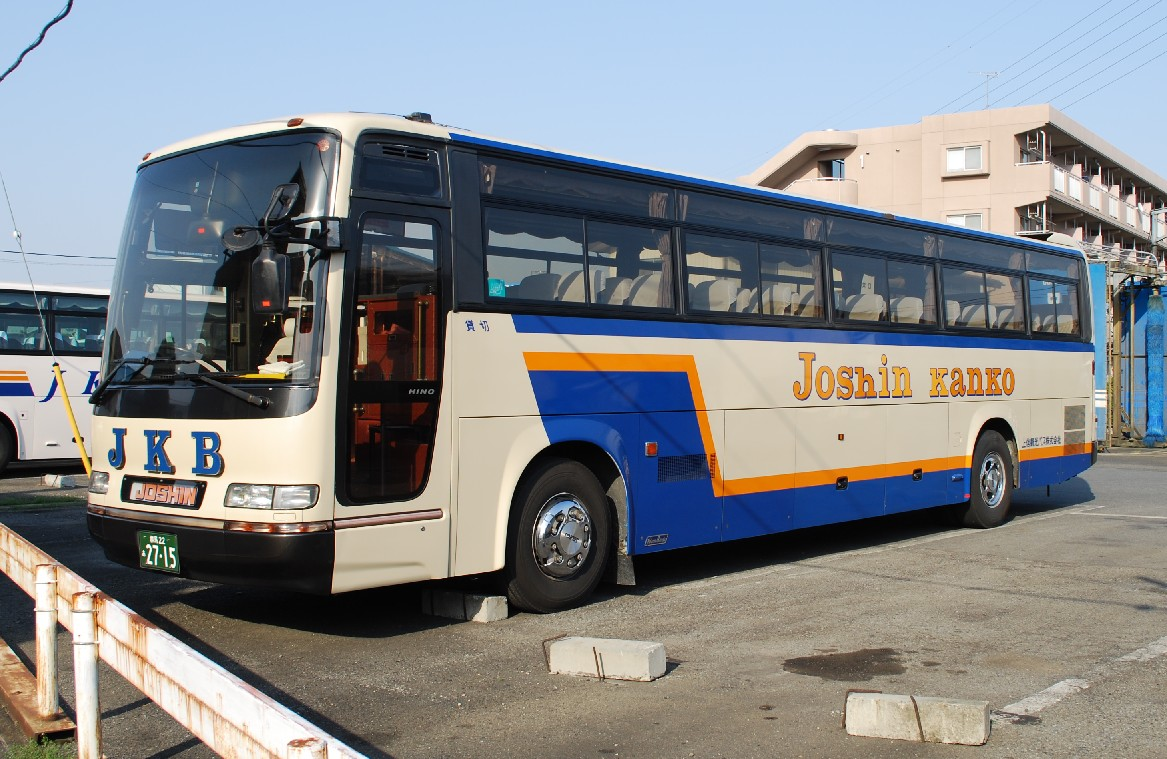
上信観光バスの車両 日野・セレガ（初代） 従来塗装車

### 過去の路線

#### 高崎営業所
高崎アリーナシャトルを除き、元日は運休する。
- 高崎駅 - 鶴辺団地
  - 高崎駅 - 竜広寺 - 聖石橋 - 大坂山入口 - 農大二高 - 鶴辺団地
- 高崎駅西口 - 京目 - 新前橋駅 - 前橋駅
- 高崎市内循環バスぐるりん
  - 都心循環線（群馬バスと共同運行）
  - 倉賀野線
  - 観音山線
- 高崎アリーナシャトル
  - 高崎駅西口 - 高崎アリーナ - 新後閑町 - 城南野球場 - 和田町 - 南町十字路 - あら町 - 高崎駅西口 
    - 2017年4月1日の高崎アリーナオープンに合わせて運行開始[20]。元日は特別ダイヤで運行予定。
- 飯塚車庫 - 高崎駅 - 倉賀野 - 群馬の森 - 原子力研究所[注釈 5] - 玉村 - 五料
- 中豊岡 - 高崎駅 - 倉賀野 - 群馬の森 - 原子力研究所
- 飯塚車庫 - 高崎駅 - 倉賀野 - 岩鼻 - 新町駅 - 藤岡営業所
- 飯塚車庫 - 高崎駅 - 倉賀野 - 岩鼻 - 森 - 藤岡営業所
- 飯塚車庫 - 高崎駅 - 農大二高 - 南陽台 - 吉井駅
- 飯塚車庫 - 高崎駅 - 農大二高 - 城山団地
- 飯塚車庫 - 高崎駅 - 乗附
- 高崎問屋町駅 - 追分入口 - 請地町／総合文化センター前 - 田町 - 高崎駅 - 鶴辺団地 - 寺尾小学校 - 永福寺 - 観音山ファミリーパーク
  - 2020年9月30日をもって高崎問屋町駅 - 高崎駅、鶴辺団地 - 観音山ファミリーパーク間を廃止。

#### 前橋営業所
1980年代後半の時点で、高崎駅 - 前橋駅を結ぶ路線のみの担当であったため、区間運行がなくなったのみである。

#### 藤岡営業所
- 飯塚車庫 - 高崎駅 - 倉賀野 - 岩鼻 - 新町駅 - 藤岡営業所
- 飯塚車庫 - 高崎駅 - 倉賀野 - 岩鼻 - 森 - 藤岡営業所
- 新町駅 - 藤岡営業所 - 浄法寺 - 鬼石 - 神流湖 - 万場営業所
- 藤岡営業所 - 神田[注釈 6] - 高山
- 藤岡営業所 - 浄法寺 - 鬼石 - 妹ヶ谷[注釈 7]
- 藤岡営業所 - 金井 - 小柏[注釈 8]
- 藤岡営業所 - 本動堂 - 吉井駅
- 藤岡市役所 - 藤岡営業所 - 藤岡市役所

#### 万場営業所
- 新町駅 - 藤岡営業所 - 八塩温泉 - 鬼石 - 神流湖 - 万場営業所
- 万場営業所 - 魚尾[注釈 9] - 中里[注釈 10] - 上野 - 砥根平[注釈 11]

#### 富岡営業所
- 上州富岡駅 - 間仁田 - 安中駅
- 上州富岡駅 - 板鼻 - 安中市役所
- 上州富岡駅 - 明戸 - 磯部駅
- 上州富岡駅 - 上丹生 - 松井田
- 上州富岡駅 - 上丹生 - 菅原
- 上州富岡駅 - 福島 - 那須

#### 下仁田営業所
- 下仁田駅 - 妙義神社 - 松井田
- 下仁田駅 - 初鳥屋
- 下仁田駅 - 市野萱
- 下仁田駅 - 四ツ家上
- 下仁田駅 - 上鎌田
- 下仁田駅 - 坊主渕

## 郵便輸送・郵便収集
1940年（昭和15年）から、群馬県内の郵便物輸送を受託している。2013年2月現在でも高崎郵便局から県内各所の主要郵便局を経由して郵便物を輸送しており、本線系統や支線系統がある。埼玉県北部地域の一部でも郵便輸送を行っている。
群馬県内
高崎郵便局と群馬県内の主要各郵便局を結ぶ主系統
- 沼田局（沼田市）、鬼石局（藤岡市）、松井田局（安中市）、倉渕局（高崎市）、磐戸局（甘楽郡南牧村）、草津局（吾妻郡草津町）、藪塚局（太田市）

支線系統
- 沼田局 - 湯桧曽局（利根郡みなかみ町）
- 沼田局 - 片品局（利根郡片品村）

埼玉県内
- 川越西局 - 秩父局（寄居局経由）
- 川越西局 - 児玉局（深谷局、本庄局経由）

- 郵便収集業務は群馬県内のみで行っており、高崎市内で6区受け持っている。沼田市内では2011年9月まで行っていた。
- 輸送系統図等は上信電鉄株式会社の公式サイトで確認されたい。